# پی‌یر بوردیو
پیر بوردیو (به فرانسوی: Pierre Bourdieu) (۱ اوت ۱۹۳۰–۲۳ ژانویه ۲۰۰۲)، جامعه‌شناس و مردم‌شناس سرشناس فرانسوی بود که عمدتاً به مسائلی نظیر سازوکارهای قدرت و انواع شیوه‌های انتقال قدرت در جامعه در درون و بین نسل‌های مختلف می‌پرداخت. او برخلاف سنت ایدئالیست اروپای غربی بر واقعیت جسمانی زندگی اجتماعی و نقش عمل در سازوکارهای جامعه تأکید داشت. او تحت تأثیر گرامشی، هایدگر، مرلوپونتی، ویتگنشتاین، هوسرل، مارکس، وبر، دورکیم، کلود لوی-استروس و پانوفسکی نظریه شکل‌های فرهنگی، اجتماعی و نمادین سرمایه را در برابر شکل‌های اقتصادی سرمایه مطرح کرد. بوردیو جامعه‌شناسی سنتی را با نظریهٔ خود درآمیخت و همواره در پی ارتباط مفاهیم نظریه‌شناختی خود با تحقیق تجربی بود. آثار او مارپیچی است بین نظریه و تحقیق تجربی و برگشت به تدوین دوباره نظریه اما در سطحی دیگر. جامعه‌شناسی بوردیو نافی هرگونه طبقه‌بندی است؛ زیرا او مرزهای رشته‌های علمی را درمی‌نوردد؛ جامعه‌شناسی، مردم‌شناسی، آموزش و پرورش، تاریخ فرهنگی، هنر، علم، زبان‌شناسی و فلسفه و به‌راحتی بین نظریه و تحقیق تجربی حرکت می‌کند.

## زندگی
بوردیو در اول اوت ۱۹۳۰ در ناحیه دنگین در منطقهٔ بی‌آرن نزدیک کوه‌های پیرنه-آتلانتیک در جنوب شرقی فرانسه متولد شد. پدرش، آلبر بوردیو، یک کارمند دولتی اداره پست بود و محل زندگی آن‌ها ناحیه‌ای روستایی بود.
پی‌یر بوردیو تحصیلات متوسطه خود را بین سال‌های ۱۹۴۱ تا ۱۹۴۷ در دبیرستان شبانه‌روزی لویی بارتو در پو و، سپس، لوئی کبیر گذراند. بوردیو در دههٔ ۱۹۵۰ در اکول نرمال سوپریور در پاریس تحصیل می‌کرد. او با درجهٔ عالی در رشتهٔ فلسفه فارغ‌التحصیل شد. بوردیو رساله خود با عنوان «ترجمه و تفسیری از ملاحظات انتقادی لایبنیتس» را در معیت هانری گوییه نوشت. او به مدت یک سال در دبیرستان تئودور دو بانویل در مولن به تدریس فلسفه پرداخت و در ۱۹۵۶ به خدمت نظام فراخوانده شد و دو سال در الجزایر در خدمت سربازی ارتش فرانسه بود. در سال ۱۹۸۵ کتاب جامعه‌شناسی الجزایر را به چاپ رساند و تا دو سال بعد در دانشگاه الجزایر به تدریس پرداخت.
او پس از بازگشت به فرانسه در میزگردهای کلود لوی استروس شرکت می‌جست و به عنوان دستیار با ریمون آرون همکاری می‌کرد. در سال ۱۹۶۸ مرکز جامعه‌شناسی اروپایی را تأسیس کرد و تا پایان عمر مدیریت آن را بر عهده داشت. در سال ۱۹۸۱ و در پی بازنشستگی ریمون آرون، کرسی او در کلژ دو فرانس به بوردیو اعطا شد.
در سال ۱۹۷۵ بوردیو یک گروه تحقیقاتی در مرکز جامعه‌شناسی اروپایی تأسیس کرد که «پژوهش نامه علوم اجتماعی» را چاپ می‌کرد. در این گروه او به دنبال این بود که قوانین پذیرفته شدهٔ تولیدات جامعه‌شناسی را دگرگون کند و در عین حال شالوده‌های علمی جامعه‌شناسی را تقویت کند.
در طول دههٔ ۹۰ میلادی بوردیو به یکی چهره‌های روشنفکر معروف در فضای سیاسی فرانسه تبدیل شد. بوردیو در سن ۷۱ سالگی از سرطان درگذشت.

## تأثیرات
بوردیو تحت تأثیر افراد بسیاری بود. او از ماکس وبر مفهوم تسلط و نظام‌های نمادین را به ارث برد و نظریهٔ نظم‌های جامعه‌شناسی او را از جامعه‌شناسی دین به نظریهٔ «میدان» انتقال داد. بوردیو همچنین تحت تأثیر کارل مارکس جامعه را به عنوان مجموعی از روابط اجتماعی مستقل از آگاهی و اراده افراد تعریف کرد. او تحت تأثیر امیل دورکیم، مارسل موس و کلود لوی-استروس دیدگاهی ساختارگرا دربارهٔ تمایل ساختارهای اجتماعی به بازتولید خودشان را پرورش داد. با این حال بوردیو با تأکید بر نقش عاملان اجتماعی در نظم‌های نمادین از دورکیم فاصله می‌گیرد.
موریس مرلو-پونتی و پدیدارشناسی ادموند هوسرل تأثیری اساسی بر فرمول‌بندی بوردیو دربارهٔ بدن و صورت‌بندی نظریه عمل داشتند.

## سیاست
او منتقد ژان پل سارتر به خاطر اتخاذ یک نقش روشنفکرانه، فرصت طلب و بی مسئولیت در سیاست بود. از نظر او جامعه‌شناسی یک تفریح روشنفکرانه نیست بلکه قواعد جدی یک علم بر آن حاکم است.
تناقضی بین نوشته‌های اولیهٔ بوردیو که در آن‌ها علیه به‌کارگیری جامعه‌شناسی در فعالیت‌های سیاسی سخن می‌گوید و نوشته‌های بعدی او وجود دارد که در آن‌ها به نقش روشنفکر در سیاست تأکید می‌کند.
بوردیو به شدت نگران جهانی‌سازی و افرادی بود که از آن ضرر می‌بینند. او سخنرانی‌های زیادی علیه نئولیبرالیسم که در آن زمان در مرکز بحث‌های سیاسی روز بود انجام داد.
بوردیو معتقد بود که باید روشنفکران را در زیر میکروسکوپ جامعه‌شناختی قرار داد؛ به این دلیل که در جامعه پیشرفته که در آن مدارس نخبگان به‌مثابه ابزاری شاخص برای مشروعیت بخشیدن به سلسله‌مراتب اجتماعی جایگزین کلیسا شده‌است حاکمان مرتباً به علم و منطق متوسل می‌شوند تا تصمیمات و برنامه‌های خود را توجیه کنند که روشنفکران باید علیه این نوع سوءاستفاده‌ها از منطق و خردمندی قد علم کنند. او می‌گوید که روشنفکر موجودی متناقض و دوبعدی است که از پیوند ناپایدار آزادی عمل و تعهد ترکیب یافته‌است. از نظر بوردیو اینها ناسازگار نیستند بلکه مکمل یکدیگرند. آزادی عمل شرط ضروری تعهد عالم است.

## مفاهیم
وی خالق مفاهیمی همچون میدان، سرمایهٔ فرهنگی و عادت‌واره یا ریختار [معادل دیگر حسن چاوشیان] است.
«ریختار [عادت واره] همان جبر و ضرورتی است که درونی شده و تبدیل به قریحه ای گشته که کرد و کارهای معنادار و تلقی‌های معنا بخش ایجاد می‌کند. ریختار طبع و قریحه ای عام و انتقال پذیر است که به صورتی سیستماتیک و همه شمول_ فراتر از حد و مرزهای چیزهایی که مستقیماً آموخته شده‌اند_ همان ضرورتی را به کار می‌بندد که در بطنِ شرایط یادگیریِ اولیه نهفته‌است. ... ریختار نه فقط ساختاری ساخت دهنده است که کرد و کارها و درک و تلقیِ کرد و کارها را سازماندهی می‌کند، بلکه ساختاری ساخت یافته نیز هست … به عبارتی دیگر، با همهٔ چیزهایی تعریف می‌شود که آن را از چیزی که نیست و خصوصاً از همهٔ چیزهایی که با آن‌ها در تضاد است، جدا و متمایز می‌کند»
اگر ریختار را «مجموعه ای از روابطِ جا افتاده در کنش گران اجتماعی» بدانیم، به دنبال آن، می‌توان میدان را نیز «مجموعه ای از روابط بین موقعیت‌های مختلف، در فضای اجتماعی» دانست. در واقع «موقعیت همان نقطه ای است که منش [یا همان ریختار] را به میدان متصل می‌کند و به تعریف میدان از این منظر می‌پردازد.»
پس آنچه کنش گر، یا به بیانی دقیق تر، ریختارِ کنش گر را به میدان مرتبط می‌سازد مجموعه ای از روابط است که می‌توان آن‌ها را با تأثی از ادبیات کلاسیک بازار خواند؛ یعنی مجموعه ای از روابط بین کنش گران که منجر به مبادلهٔ نمادین می‌شود، و حاصلِ این مبادلهٔ نمادین در سطح نهایی چیزی نیست جز قدرت. «جوامع سنتی با مبادلهٔ بی واسطهٔ هدایا شناخته می‌شوند و جوامع مدرن بر حسب مبادله‌هایی که به واسطهٔ بازار صورت می‌پذیرد. ... بازارها با این که با میدان‌ها یکسان نیستند، چهارچوب اسکلت میدان‌ها را تشکیل می‌دهند.»

## کتاب‌شناسی

تصویر بوردیو بر روی جلد کتاب جرمی لین با عنوان: «پیر بوردیو، مقدمه‌ای انتقادی»